# لاري أوين
لاري أوين (بالإنجليزية: Larry Owen)‏ هو لاعب كرة قاعدة أمريكي، ولد في 31 مايو 1955 في كليفلاند في الولايات المتحدة، وتوفي في 6 يونيو 2018 في ويستيرفيل في الولايات المتحدة.

## وصلات خارجية
- لاري أوين على موقع دوري كرة القاعدة الرئيسي (الإنجليزية)
- لاري أوين على موقعبيزبول رفرنس.كوم (الدوري الرئيسي) (الإنجليزية)
- لاري أوين على موقعبيزبول رفرنس.كوم (الدوري الثانوي) (الإنجليزية)